# Zhaodai congshu
Das Zhaodai congshu (chinesisch 昭代叢書 / 昭代丛书, Pinyin Zhāodài cóngshū – „Buchkollektion der Glorreichen Ära“) ist ein chinesisches Sammelwerk (congshu), das von dem Gelehrten Zhang Chao 張潮 (1659–1707) in der frühen Zeit der Qing-Dynastie zusammengestellt wurde. Es enthält 561 Bücher in zehn Sammlungen (ji 集).